# Первый государственный секретарь Великобритании
Первый государственный секретарь Великобритании (англ. First Secretary of State) — это должность, которую иногда занимает министр Короны в правительстве Великобритании. Эта должность указывает на старшинство, включая превосходство над всеми другими государственными секретарями. Должность не всегда используется, поэтому иногда бывают продолжительные периоды между последовательными назначениями.
В настоящее время должность вакантна; последним её занимал Доминик Рааб с 2019 по 2021 год (после чего он стал заместителем премьер-министра).

## Конституционная позиция
Как и заместитель премьер-министра, первый государственный секретарь не имеет права автоматического наследования должности премьер-министра. Однако, когда премьер-министр Борис Джонсон был переведён в отделение интенсивной терапии 6 апреля 2020 года после заражения коронавирусом, первому государственному секретарю Доминику Раабу было поручено "замещать его в случае необходимости".
Эта должность временно имела больший конституционный вес в период с 2002 года, когда она была включена как отдельное юридическое лицо, до 2008 года, когда все её оставшиеся функции были переданы другим позициям в правительстве. В течение большей части этого времени Джон Прескотт был первым государственным секретарём.

## История
В 1962 году Р.А. Батлер стал первым человеком, назначенным на эту должность, частично для того, чтобы избежать королевских возражений против должности заместителя премьер-министра. Эта должность дала Батлеру министерское превосходство над остальной частью кабинета министров и указала на то, что он был вторым по командованию. Гарольд Вильсон назначил трёх человек на эту должность в период с 1964 по 1970 год, но, как отмечали Энтони Селдон и другие, должность могла быть введена "более для успокоения эго, чем по функциональным причинам".
Позже Майкл Хезелтайн и Джон Прескотт занимали эту должность, одновременно будучи заместителями премьер-министра. Две должности существовали одновременно с разными держателями только в коалиционном правительстве Дэвида Кэмерона, когда лидер Либеральных демократов Ник Клегг был назначен заместителем премьер-министра, а консерватор Уильям Хейг — первым государственным секретарём

## Обязанности
На сайте правительства Великобритании указано, что эта должность не несёт дополнительных обязанностей. Однако лорд Нортон отмечает, что для премьер-министра есть два преимущества в назначении первого государственного секретаря: во-первых, это освобождает старшего министра для выполнения задач координации и руководства комитетами, и, во-вторых, позволяет премьер-министру сигнализировать о статусе обладателя этой должности. Стивен Торнтон и Джонатан Киркап заявили, что "должность первого государственного секретаря столь же важна, насколько важным воспринимается человек, занимающий эту должность", но в определённых обстоятельствах эта должность "может приобретать острое значение и реальную власть" и может в дальнейшем стать значимой должностью.